# Kostel svatého Floriána (Bochoř)
Kostel svatého Floriána v Bochoři byl vybudován v letech 1873–1875 na místě staršího kostela. Je farním kostelem římskokatolické farnosti Bochoř a náleží do děkanátu Přerov. Kostel je od roku 1963 zapsán jako kulturní památka.

## Historie
První písemná zmínka o Bochoři pochází z roku 1294. Bohoslužby se prováděly ve zvonici z roku 1764, ta vyhořela v roce 1822 a žár požáru roztavil zvon. V roce 1836 na místě současného kostela byla obcí postavena zděná kaple s hranolovou věží zasvěcená sv. Floriánovi. Ve věži byl zavěšen zvon. Bochoř byly rozdělena mezi dvě farnosti Přerov a Vlkoš. Kaple v roce 1831 vyhořela. Kaple byla stržena a na jejím místě byl postaven nový kostel. Architektem byl Gustav Meretta. Výstavba proběhla v letech 1873–1875. Dne 7. května 1875 byl kostel vysvěcen arcibiskupem Bedřichem Fürrstenbergem V roce 1997 byl kostel poškozen povodní a opraven v roce 1998.

## Architektura
Jednolodní orientovaná zděná novogotická stavba, která je podpírána opěrnými pilíři. Loď má obdélníkový půdorys, ukončená pětibokým kněžištěm a trojúhelníkovou sakristií. Střecha je sedlová, K průčelí lodi je přistavena věž, která po poškození vichřicí byla znovu postavena o 8 m nižší na výšku 40 m. Hranolová věž podepřená opěrnými pilíři nad zvonovým patrem přechází v osmistěn, střecha je osmiboký jehlan. Podvěžím vede portálový vchod do kostela. Nad vchodem je vysoké pravoúhlé okno se záklenky v lomeném oblouku, tympanon, který má podobu fiály, a kruhové okno s kružbou v podobě trojlistu. Fasáda je hladká trojosá v niž jsou prolomena vysoká gotická lomená okna s kružbami. Okna v kněžišti a sakristii jsou také vysoká gotická lomená okna s kružbami.

### Galerie

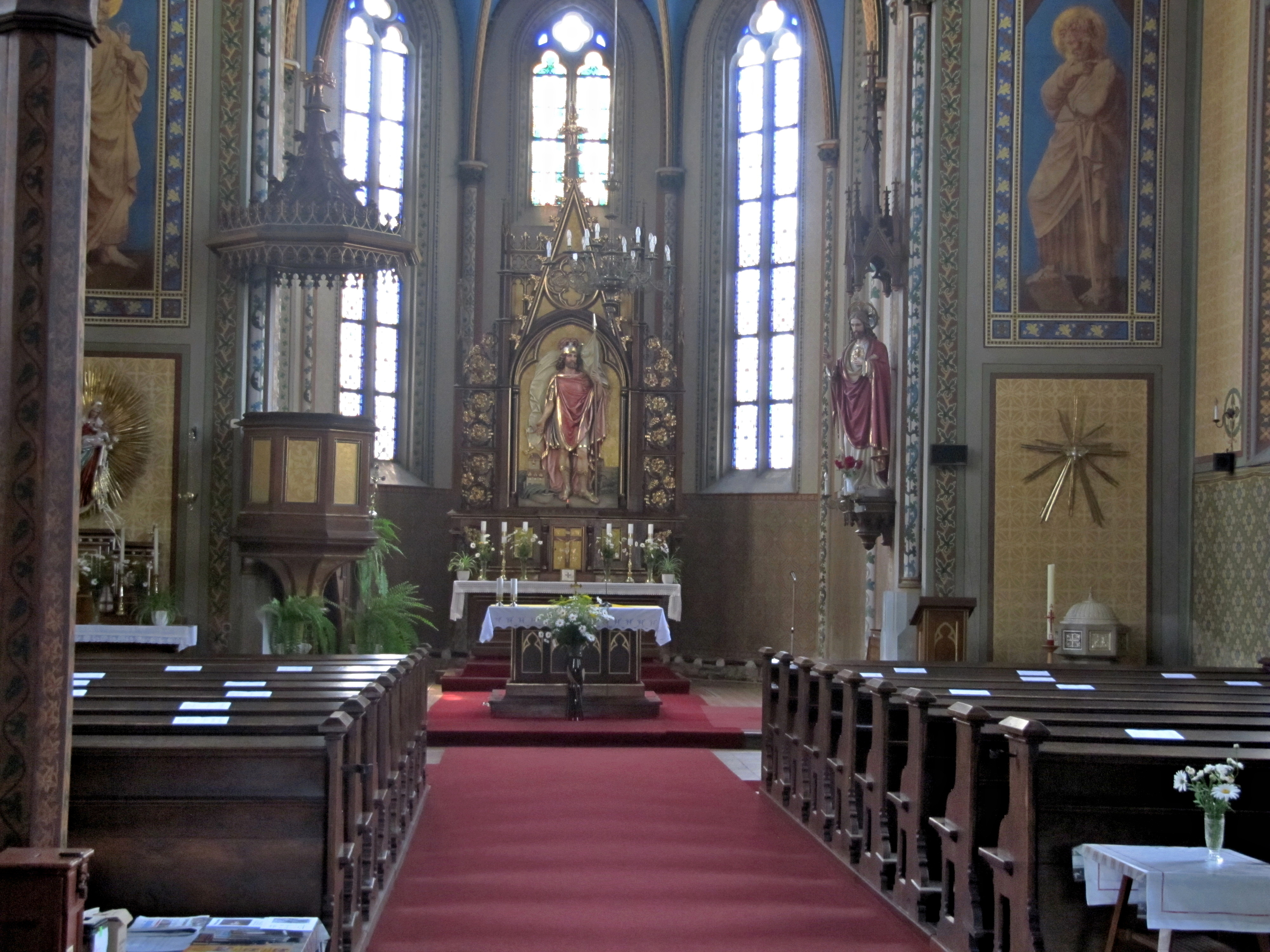
Interiér
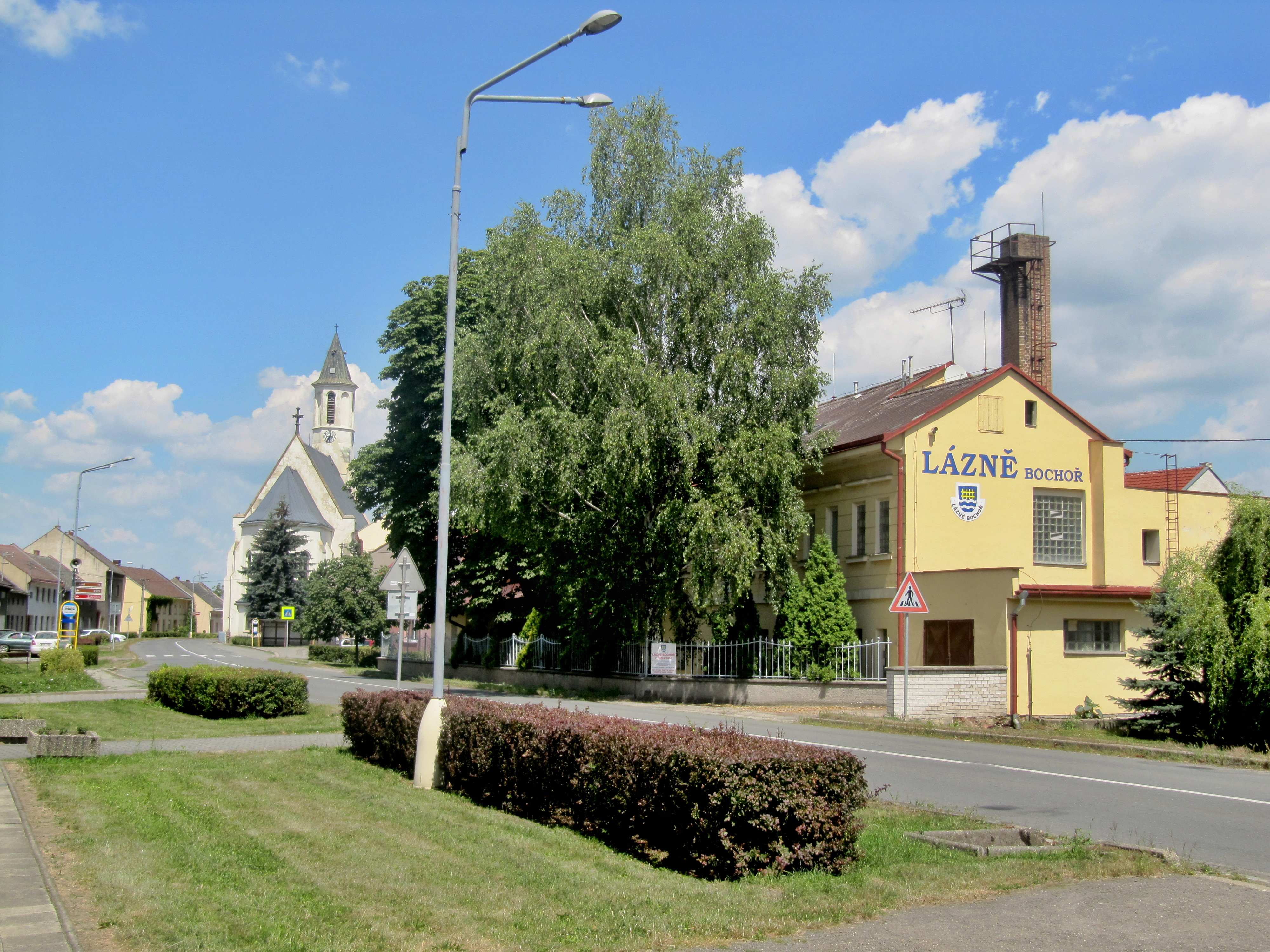
Kostel a lázně